# Mercè

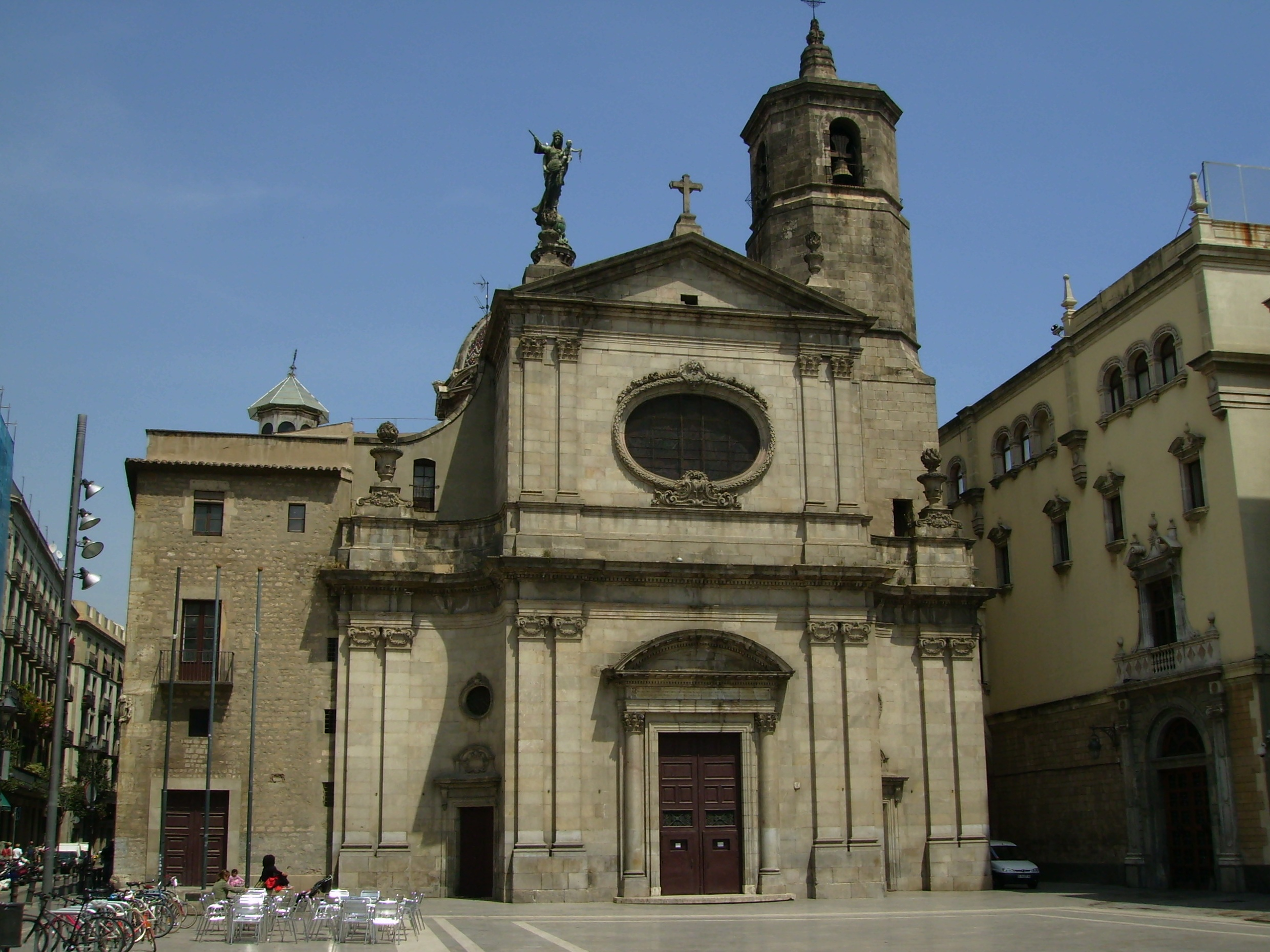
Basílica de la Mercè a Barcelona

Mercè o Mercé és un nom que prové de l'arrel llatina merx, que significa recompensa. És la variant simplificada de Maria de la Mercè, una advocació mariana. Originalment, els prenoms derivats d'advocacions marianes completaven el nom de Maria (Maria de) fins que han pres significat per si mateixos, i, lògicament, són femenins. És una advocació mariana molt popular entre els catalans, ja que la Mare de Déu de la Mercè és considerada patrona de la ciutat de Barcelona, encara que canònicament ho sigui de tot l'arquebisbat. La imatge de la Mare de Déu es guarda a la Basílica de la Mercè d'aquesta ciutat.

## Onomàstica
- 24 de setembre: Mare de Déu de la Mercè

## Traduccions
- Occità: Mercè, Mercédes[3]
- Coreà: 머시
- Crioll d'Haití: Mèrsed
- Espanyol: Mercedes
- Italià: Mercede[4]
- Polonès: Merceda
- Alemany: Mercedes
- Hongarès: Mercédesz

## Personatges famosos
- Mercè Rodoreda i Gurguí, escriptora
- Maria Mercè Marçal, poetessa
- Mercè Canela, escriptora
- Maria Mercè Roca i Perich, escriptora
- Mercè Molist, periodista
- Mercè Pons, actriu
- Mercè Arànega, actriu
- Mercé Viana Martínez, escriptora i pedagoga
- Mercè Perelló i Valls, política mexicana
- Mercè Amer Riera, política mallorquina
- Maria de la Mercè d'Espanya, princesa d'Astúries (s.XIX)
- Maria de la Mercè d'Orleans, reina d'Espanya, s. XIX
- Mercè Durfort i Coll, biòloga